# Эксплорер-1
«Эксплорер-1» (англ. Explorer-I — Исследователь) — искусственный спутник Земли (ИСЗ), который стал первым ИСЗ, удачно запущенным в США 1 февраля 1958 года в 3:47:56 UTC (31 января 1958 года в 22:47:56 по восточному времени) командой Вернера фон Брауна.
«Эксплорер-1» прекратил радиопередачи 23 мая 1958 года, находился на орбите до марта 1970 года.

## История запуска
Этому запуску предшествовала неудачная попытка ВМС США запустить спутник «Авангард TV3», широко разрекламированный в связи с программой Международного геофизического года.

## Устройство и план полёта
Для запуска была создана форсированная версия баллистической ракеты «Редстоун» (Redstone), названная «Юпитер-С» (Jupiter-C), первоначально предназначавшаяся для испытания уменьшенных макетов боеголовок, и отличавшейся от прототипа удлинёнными баками и форсированным двигателем, использовавшим вместо этилового спирта гидин (Hydyne), представлявший собой смесь 40 % этилового спирта и 60 % гидразина (N2H4) (по другим данным — 40 % Фурфуриловый спирт и 60 % НДМГ).
Для достижения орбитальной скорости использовалась связка из 15 твердотопливных ракет «Сержант», которые были, фактически, неуправляемыми реактивными снарядами с примерно 20 кг твёрдого смесевого топлива каждый; 11 ракет составляли вторую ступень, три — третью, и последняя — четвёртую. Двигатели второй и третьей ступени были смонтированы в двух вставленных друг в друга цилиндрах, а четвёртая устанавливалась сверху. Вся эта связка раскручивалась электромотором перед стартом. Это позволяло ей сохранять заданное положение продольной оси во время работы двигателей. «Юпитер-С» не имел четвёртой ступени, переделанная для запуска спутника ракета «задним числом» была названа «Юнона-1».
Отработавшие двигатели второй и третьей ступеней последовательно сбрасывались, но от четвёртой ступени спутник не отделялся. Поэтому в различных источниках приводятся массы спутника как с учётом пустой массы последней ступени, так и без неё. Без учёта этой ступени масса спутника была ровно в 10 раз меньше массы первого советского ИСЗ — 8,3 кг, из них масса аппаратуры составляла 4,5 кг. В отличие от первого советского спутника — в состав её входила научная аппаратура: счётчик Гейгера и датчик метеорных частиц, что позволило открыть радиационные пояса. Снижение веса аппаратуры стало возможным благодаря малой мощности передатчиков (60 и 10 милливатт) и использованию транзисторов.

## Значение полёта
Орбита «Эксплорера» была заметно выше орбиты первого ИСЗ, и если в перигее счётчик Гейгера демонстрировал ожидаемое космическое излучение, которое было уже известно по запускам высотных ракет, то в апогее он вообще не давал сигнала. Учёный Джеймс Ван Аллен предположил, что в апогее счётчик входит в насыщение из-за нерасчётно высокого уровня облучения. Он рассчитал, что в этом месте могут находиться протоны солнечного ветра с энергиями 1—3 МэВ, захваченные магнитным полем Земли в своеобразную ловушку. Позднейшие данные подтвердили эту гипотезу, и радиационные пояса вокруг Земли называют поясами Ван Аллена.

## Задействованные структуры
- Термокерамическое износостойкое покрытие марки «Рокайд» — Norton Co.[англ.], Refractories Division, Вустер, Массачусетс;[4]

### Передовики производства
31 января 1959 г. в Вашингтоне был дан юбилейный банкет по случаю года успешной эксплуатации «Эксплорер-1», на который было приглашено свыше семисот человек от ракетно-космической отрасли, семнадцать компаний получили награды Департамента армии США и Ассоциации армии США за участие в программе «Эксплорер» (аналогичное мероприятие в том же составе состоялось в Вашингтоне в начале 1968 года):

| - Brown Engineering Co., Inc., Хантсвилл, Алабама; - Chrysler Corporation, Детройт, Мичиган; - Consultants and Designers, Inc., Арлингтон, Виргиния; - Cooper Development Corporation, Монровия, Калифорния; - Curtiss-Wright Corporation, Вудбридж, Нью-Джерси; - Ford Instrument Company, Лонг-Айленд-Сити, Нью-Йорк; - General Electric Company, Финикс, Аризона; - Globe Industries, Inc., Дейтон, Огайо; - Grand Central Rocket Company, Редлендс, Калифорния; | - Hallamore Electronics Company, Анахайм, Калифорния; - Lodge and Shipley Corporation, Цинциннати, Огайо; - North American Aviation, Inc., Rocketdyne Division, Мак-Грегор, Техас; - Osbrink Manufacturing Company, Лос-Анджелес, Калифорния; - Radiaphone Corporation, Монровия, Калифорния; - Reynolds Metals Co., Inc., Ричмонд, Виргиния; - Sprague Electric Company, Норт-Адамс, Массачусетс; - Waster King Corporation, Лос-Анджелес, Калифорния. |